# Dalmau VI de Rocabertí
Dalmau VI de Rocabertí o Dalmau de Rocabertí i de Palau (?-1304) fou vescomte de Rocabertí fill de Jofre III de Rocabertí i Constança de Palau. Va convertir-se en hereu del vescomtat quan feia poc que havia marxat amb el rei Pere el Gran a Àfrica i Sicília des de Port Fangós.

## Biografia
Ja abans d'arribar al govern vescomtal fou una persona important i havia fet un bon casament el 1249 amb Ermessenda Desfar de Navata, senyora d'aquesta població i de la major part de la vila de Peralada. D'aquesta manera s'unia aquesta població al vescomtat de Rocabertí es convertia amb la capital.
El 1261 ja era vidu i regia les rendes de Navata i Peralada, cosa que el convertia en més ric que el seu pare. El 1272 va permutar la vila de Torroella de Montgrí per la de Sant Llorenç de la Muga i Vilademuls amb l'infant Pere; Torroella havia estat adquirida tres anys abans i tot i ser una vila important era massa lluny de les possessions patrimonials dels Rocabertí, en canvi, les altres dues, eren més properes i fàcils de conservar.
El 1274 Jaume I, camí del Concili de Lió va sojornar al palau dels Rocabertí a Peralada i tot i que es va revoltar contra el rei i li varen destruir el castell de Calabuig, al final retornà a l'obediència reial.
El 1280, embarcat amb Pere el Gran, es convertí en vescomte de Rocabertí.

### Croada contra la Corona d'Aragó
Quan retornà a Catalunya fou un dels acompanyants del rei al desafiament de Bordeus. Quan va tornar tenia problemes amb el comte Ponç Hug IV d'Empúries, però la invasió francesa va resoldre els problemes. Fou assignat a l'estat major de l'exèrcit, comandat per l'Infant Alfons, juntament amb el comte d'Empúries, el vescomte de Castellnou i Guillem Galceran de Cartellà, i en durant la concentració de tropes va guardar l'entrada per el Pertús. Peralada va servir de quarter general contra els invasors abans de ser cremada pels almogàvers i va veure com momentàniament les seves terres eren ocupades pels enemics. Segurament per això va saquejar possessions de Sant Pere de Rodes, però el rei Jaume II el va fer quadrar.
Després de la Croada contra la Corona d'Aragó el rei Jaume I li vengué el castell i el municipi de Llagostera per 32.480 sous.

### Conquesta de Múrcia
Va participar en la campanya de Múrcia de 1296 i va viure fins al 1304.

## Núpcies i descendents
En primeres núpcies es casà amb Ermessenda Desfar, baronessa de Navata i Calabuig. D'aquest matrimoni tingué els fills següents:
- Jofre IV de Rocabertí, hereu
- Pere de Rocabertí (bisbe), mort el 1324, canonge i bisbe de Girona
- Galceran
- Guerau de Rocabertí, mort el 1323 al Setge d'Esglésies,[2] baró de Vilademuls i Navata, casat amb Saura de Cervelló.
- Alamanda, casada amb Jaspert, vescomte de Castellnou.

El 1261 es va casar amb Constança o Blanca de Seixac, filla del vescomte de Fenollet, amb qui va tenir:
- Elisenda o Elvira, casada amb Ramon Descatllar, senyor del Catllar.
- Beatriu
- Ponç, mort el 1340, baró de Sant Llorenç de la Muga, Sales i senyor de Beuda, casat amb Margarida.
- Dalmau, senyor de Sant Llorenç de la Muga.

Encara es casà un tercer cop amb Guillema de Cervelló, amb qui tingué els fills:
- Constança, monja
- Marquesa, monja
- Guillem de Rocabertí, mort el 1315, arquebisbe de Tarragona.
- Dalmau, mort el 1321, cavaller de l'orde del Temple.